# PROBA-2
PROBA-2（Project for On-Board Autonomy-2）は欧州宇宙機関(ESA)によって2009年に打ち上げられた技術実証衛星。2001年より打ち上げが開始されたPROBAシリーズの2号機である。

## 概要
PROBA-2は宇宙関連技術のデモンストレーションを目的とした小型衛星であり、その内容はアビオニクス・センサー・姿勢制御・電力供給・推進機関の技術分野に関する17件にわたる。また4つの観測機器を搭載しており太陽コロナの観測など科学ミッションも合わせて遂行する。衛星本体はPROBA-1を拡大したアルミ製ハニカム構造の箱型（寸法60×60×80cm）で、重量もやや増した130kgである。本衛星における新技術の検証にはヨーロッパ10ヵ国とカナダが参加しており、打ち上げと運用を除いた経費は1800万ユーロ。
2009年11月2日、ロシアのプレセツク宇宙基地より、ロコットロケットよって地球観測衛星SMOSと共に打ち上げられた。明暗境界線上を周回する太陽同期軌道に投入され、年間9ヵ月は地球の影に入ることなく連続して太陽観測が可能である。本衛星の運用は技術実証の目的に沿って大幅に自動化されているが、必要なコントロールとデータ受信はベルギーのルデュにあるESAの地上局によって行われる。

## 観測機器
- 極紫外線太陽望遠鏡 SWAP (Sun Watcher using Active Pixel System detector and image Processing)
- 紫外線放射計 LYRA (LYman-alpha RAdiometer)
- 熱プラズマ測定装置　TPMU (Thermal Plasma Measurement Unit)
- ラングミュア探針 DSLP (Dual Segmented Langmuir Probe)